# Rogelio Funes Mori
Rogelio Funes Mori (* 5. března 1991) je argentinský fotbalový útočník, který v současnosti hraje za mexický klub CF Monterrey. Mimo Argentiny hrál v Portugalsku, Turecku a Mexiku.

## Osobní život
V roce 2001 celá jeho rodina emigrovala do USA, Rogelio má dvojče Ramira, který hraje za anglický klub Everton.